# Jean Swidzinski
Jean Swidzinski,, né le 14 mars 1925 à Saint-Pierre-des-Corps et mort le 27 avril 1992 à Grasse, est un joueur français de basket-ball d'origine polonaise, évoluant au poste de meneur de jeu. Grand joueur de l'après-guerre, il est vice-champion d'Europe 1949, 6e du 1er Championnat du Monde en 1950, organisé par la FIBA en Argentine, champion de France en 1948. Il prend sa retraite en 1955 après avoir fait les beaux jours de l'Avia Club, de l'UA Marseille et de l'ASPO Tours.

## Biographie

### Son parcours
Fils d'un père Polonais naturalisé Français affecté à Tours à la fin de la Première Guerre mondiale, Jean Swidzinski a très tôt des dons pour le sport. Titulaire d'un baccalauréat au Lycée Descartes, il s'essaie à tous les domaines, la boxe, le water-polo et bien évidemment le basket-ball.
Sur les rings, sa vivacité et son sens de l'esquive en fait un farouche adversaire ; champion d'Académie et champion Inter-Académies, il quitte le monde de la boxe invaincu à l'âge de 18 ans.
Dans les bassins aussi, Jean Swidzinski se montre à son avantage en étant sacré champion de l'Orléanais à plusieurs reprises en water-polo. Après s'être engagé volontairement durant la Seconde Guerre mondiale dans la 5e division blindée qui le conduit en Allemagne à Stuttgart, une rencontre avec des Américains basés eux aussi en Allemagne va tout changer ; constatant le retard qu'a la France en basket-ball, il apprend à leur côté les mouvements individuels, les bases collectives et décide à son retour d'Allemagne d'en faire profiter ses amis.

### Le basket
C'est Clotaire Blanchard illustre entraîneur de l'ASPO Tours qu'il le découvre en minime, maniant le ballon avec une telle assurance malgré sa petite taille, ne se pose pas de question et l'incorpore en tant que cadet lors de son baptême du feu contre l'Étoile du Sacré-cœur, débute réellement sa carrière dans le basket-ball lors de la Coupe Papineau organisée par le père de Guy Papineau à l'âge de 15 ans, sa décision de s'engager volontairement durant la Seconde Guerre mondiale sera un frein dans son ascension, il fera quasiment la totalité de sa carrière au sein du club Tourangeau.

## Carrière

### Clubs

#### Avia Club (1946-1947)
Au Bataillon de Joinville, durant l'année 1945, il se lie d'amitié avec René Chocat, avec lui, le "Swid" décide de l'accompagner à l'Avia Club, entouré de Jean Perniceni et de Zerwetz, le Club accède à la 2nde phase du Championnat de France Excellence où il termine 3ème derrière le Stade Français et le Racing CF.
Malgré ce beau résultat avec cette belle formation, en fin de saison, Jean Swidzinski avec son compère René Chocat, descendent plus au Sud et rejoignent l' UA Marseille qui grâce à un industriel voulant implanter le basket-ball dans la région se prépare à monter une grande équipe.

#### U.A Marseille (1947-1948)
Sur le Vieux-Port se construit une véritable armada, après avoir fait les beaux jours de l'Avia Club, le "Magicien" se construit un joli palmarès au sein de cette grosse équipe, la mayonnaise prend rapidement, en compagnie de René Chocat, André Buffière et Ferenc Nemeth, ils sont Champions de France Honneur  en battant en finale Championnet Sports (40 à 29).
Pourtant la saison suivante, l'ambiance au sein du club Marseillais se dégrade puis éprouvant de la nostalgie pour sa Touraine natale et désireux de retrouver sa femme et son ASPO Tours, il quitte la Canebière et revient à Tours.

#### ASPO Tours (1948-1955)
Retour en Indre-et-Loire pour le "Swid" et dès l'année de son retour lors de la saison 1948-1949, lui et l'ASPO Tours disputent la finale Honneur contre Championnet Sports. 
Lors du Championnat de France 1949-1950, il réalise sûrement la meilleure saison de sa carrière au sein du club Tourangeau, capitaine, élu meilleur joueur en cette année 1949, il tourne à 10,7pts de moy. dans la saison et permet en compagnie de l'autre international de l'effectif Camille Gommendy à l'ASPO Tours de terminer 3ème de la Poule B pour les débuts du club d'Indre-et-Loire au plus haut niveau national. 
1950-1951 aura un goût amer pour Jean Swidzinski, suspendu de match contre l'Association sportive de Villeurbanne Éveil lyonnais pour avoir accepté la convocation en Équipe de France de basket-ball lors du Championnat du Monde en 1950, il assistera depuis le banc impuissant à la défaite des siens (24-21), une défaite aux graves conséquences puisque l'ASPO Tours finira 3ème au classement derrière leur bourreaux pour 1pt. Durant les 2 saisons suivantes, malgré son apport dans le jeu, "Swid" ne permet pas au club de continuer à grandir.
Lors de la saison 1953-1954 Jean Swidzinski remporte le Championnat de France Excellence (actuelle Pro B).
Swidzinski est de retour en première division pour cette saison 1954-1955 mais à la suite de démêlés avec la Fédération, « Swid »  décide de prendre sa retraite s'estimant dans son bon droit, mais l'amour du basket, de l'ASPO Tours et plus forte et il reprend du service pour la fin de saison, mais n'arrive pas à sauver le club qui termine 7ème cette saison et redescend à l'étage inférieur, cette fois, c'est bien fini, Jean Swidzinski  raccroche les baskets.

### Équipe de France
Jean Swidzinski comptabilise 33 sélections avec l'équipe de France de 1946 à 1950, il participe au Championnat du Monde 1950 organisé en Argentine et au Championnat d'Europe en 1949.
Précisons que durant cette période, une cape correspondait à une compétition c'est-à-dire qu'il n'a par exemple que deux sélections pour les Championnats Internationaux auquel il a participé.

## Palmarès

### Équipe de France
- 33 sélections entre 1946 et 1950
- Médaille d'argent lors du Championnat d'Europe 1949

### Clubs
- Champion de France Excellence 1947-1948 avec l'UA Marseille
- Champion de France Excellence (actuelle Pro B) 1953-1954 avec l'ASPO Tours

### Distinctions personnelles
- Meilleur joueur français en 1949, trophée décerné par le journal L'Équipe
- Meilleur joueur européen en 1948 lors de la Coupe Mariano en Italie